# Nguru
Nguru (lub N'Gourou) - miasto położone w północnej Nigerii, w stanie Yobe, w pobliżu rzeki Hadejia. W 2006 roku liczyło 150 600 mieszkańców.